# Motor drive

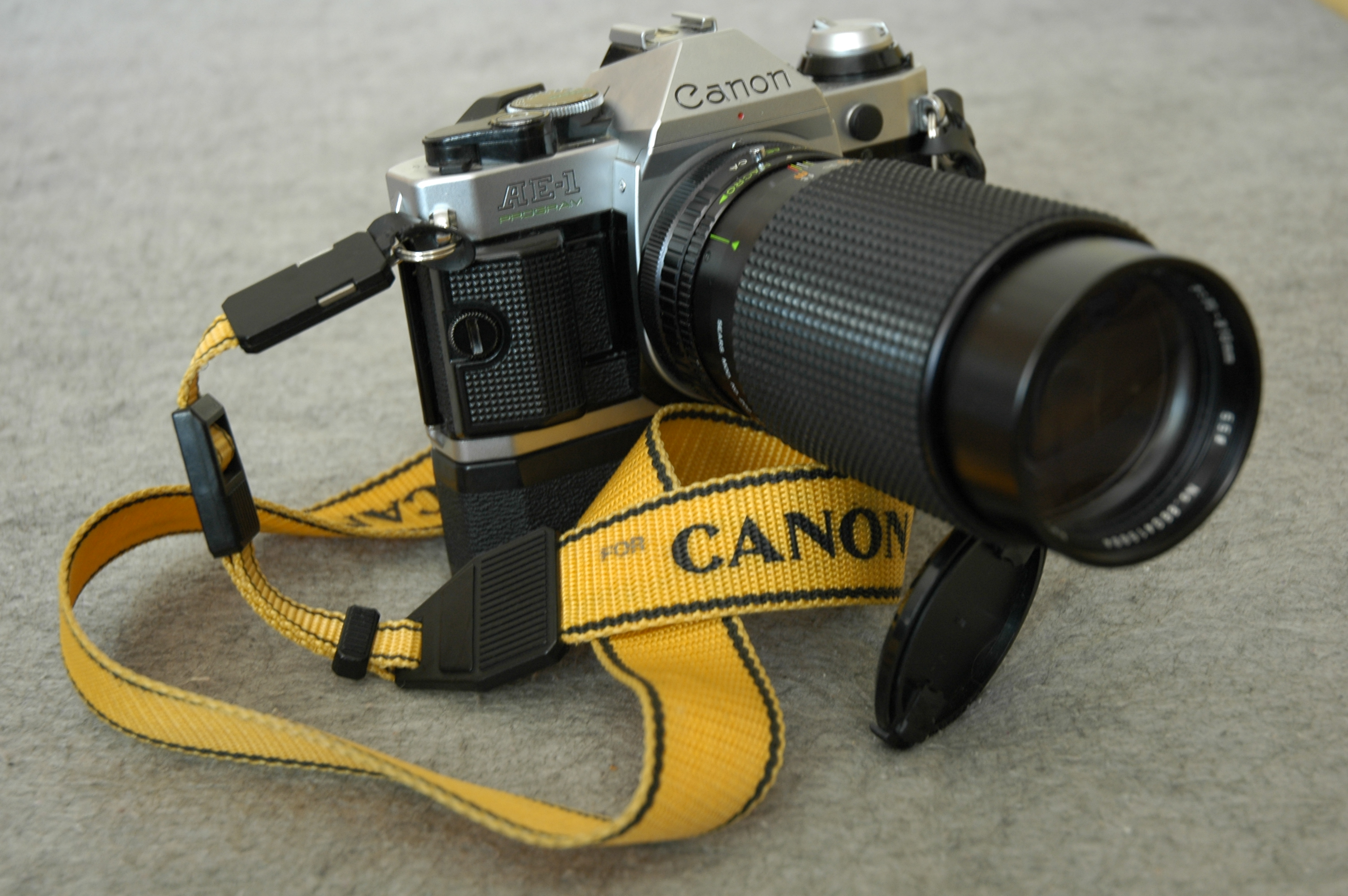
Aparat fotograficzny Canon AE1 Program z silnikiem (dokręcanym tak jak statyw)

Motor drive – doczepny silnik elektryczny stosowany zwykle w profesjonalnych tradycyjnych aparatach fotograficznych typu SLR, umożliwiający fotografowanie z dużą szybkością (klatek filmu/s).
Pierwszym aparatem, wyposażonym w  "motor drive" był Canon F-1 "High Speed Motor Drive camera", zaprezentowany pierwszy raz w 1972 r. na Zimowej Olimpiadzie w Sapporo (Japonia).
Najlepsze konstrukcje umożliwiają skończenie 36 klatek rolki filmu w 2,57 s. przy prędkości 14 fps (klatek/s). W każdym tego typu urządzeniu istnieje dwupozycyjny przełącznik:
- S (od ang. single) – zdjęcia pojedyncze,
- C (od ang. continuous) – umożliwiający fotografowanie "ciągłe" z daną szybkością klatek/s.

Silniki są stosowane m.in. przez reporterów, w celu uzyskania jak najwierniejszej dokumentacji danego wydarzenia, ale są one ułatwieniem również dla amatorów, chcących oszczędzić sobie ręcznego przewijania filmu po każdym zdjęciu.
Silniki doczepne można stosować jedynie w konstrukcjach do tego przeznaczonych (specjalne gniazdo u dołu aparatu), są one przeznaczone do poszczególnych marek, a nawet modeli aparatów.
Obecne konstrukcje posiadają wbudowane silniki do transportu filmu, nie ma potrzeby ich dokręcania.